# Tubularia indivisa
Tubularia indivisa är en nässeldjursart som beskrevs av Carl von Linné 1758. Tubularia indivisa ingår i släktet Tubularia och familjen Tubulariidae. Arten är reproducerande i Sverige. Inga underarter finns listade i Catalogue of Life.